# Ómicron Geminorum
Ómicron Geminorum (ο Gem / 71 Geminorum) es una estrella de magnitud aparente +4,90 situada en la constelación de Géminis, los gemelos.
De acuerdo a la nueva reducción de los datos de paralaje de Hipparcos, se encuentra a 166 años luz del sistema solar.
Ómicron Geminorum es una gigante blanco-amarilla de tipo espectral F3III.
Con una temperatura efectiva de 6575 K, es 30 veces más luminosa que el Sol.
A partir de la medida indirecta de su diámetro angular, 0,68 ± 0,03 milisegundos de arco, se puede estimar su diámetro, siendo éste 3,5 veces más grande que el diámetro solar; dicha cifra es pequeña en comparación al tamaño de las gigantes naranjas, estrellas muy habituales en el cielo nocturno.
Gira sobre sí misma con una velocidad de rotación igual o mayor de 91 km/s, lo que conlleva que su período de rotación es, como máximo, de dos días.
Ómicron Geminorum es más masiva que nuestro Sol —se estima que su masa es casi el doble que la masa solar— y tiene una edad comprendida entre 1000 y 1500 millones de años.
En cuanto a su contenido metálico, muestra una metalicidad algo por encima de la del Sol ([Fe/H] = +0,12).